# Johann Josef Anton Fässler
(Johann) Josef Anton Fässler (Appenzell, 23 april 1796 - aldaar, 8 november 1875) was een Zwitsers conservatief politicus uit het kanton Appenzell Innerrhoden.

## Biografie

### Afkomst en opleiding
Fässler stamde uit een vooraanstaande familie uit het kanton Appenzell Innerrhoden. Hij volgde lager onderwijs in Rheinau en Luzern en middelbaar onderwijs aan het gymnasium van Fribourg. Hij studeerde vervolgens geneeskunde aan de Universiteit van Freiburg in Freiburg im Breisgau, in München en in Würzburg.

### Kantonnale politiek
Fässler bekleedde diverse regeringsfuncties in het kanton Appenzell Innerrhoden. Van 1831 tot 1841 was hij Landesfänrich en tussen 1841 en 1853 was hij afwisselend Pannerherr (plaatsvervangend regeringsleider) en Landammann (regeringsleider) van het kanton.
Als rooms-katholiek en conservatief politicus was Fässler fel tegenstander van het kloosterverbod in het kanton Aargau (1841). Desondanks weigerde Appenzell Innerrhoden onder zijn leiding de kant van de conservatieve en Rooms-katholieke Sonderbund te kiezen. Tijdens de Sonderbund-oorlog in 1847 verklaarde hij zijn kanton uit strategische overwegingen neutraal. Het kleine kanton was immers ingesloten door de liberale meerderheidkantons. In deze oorlog waren Appenzell Innerrhoden en Neuchâtel overigens de enige neutrale kantons.

### Federale politiek
Fässler vertegenwoordigde tussen 1840 en 1847 het kanton Appenzell Innerrhoden op 11 Tagsatzungen. Van 1848 tot 1850 was hij lid van de Kantonsraad en van 1858 tot 1860 was hij lid van de Nationale Raad.
Fässler overleed in 1875 op 79-jarige leeftijd.